# Palmolive (musicista)
Palmolive, pseudonimo di Paloma Romero (Melilla, 26 dicembre 1954), è una musicista spagnola.
Batterista e cantautrice, ha fatto parte di gruppi punk iconici britannici della prima ora. Ha fondato gli Slits verso la fine del 1976, lasciando il gruppo prima della realizzazione del primo album Cut, per entrare a far parte dei Raincoats nel 1978, partecipando al loro primo album, The Raincoats.